# Поляков, Алексей Валентинович
Алексей Валентинович Поляков (10 мая 1940, Москва, СССР — 11 февраля 2014, Москва, Россия) — советский и российский кинорежиссёр и сценарист.

## Биография
Родился Алексей Валентинович Поляков 10 мая 1940 года в Москве.
В 1957 году работал токарем Первого московского подшипникового завода. В 1961 году окончил студию при Центральном детском театре в Москве и работал актёром до 1963 года. С 1968 года работал режиссёром Свердловского телевидения.
В 1969 году окончил режиссёрский факультет Всесоюзного государственного института кинематографии (мастерская Льва Кулешова). С 1972 года работал режиссёром-постановщиком киностудии «Мосфильм».
Снимал рекламные фильмы на всесоюзном объединении «Телепрессторгреклама».
Ушёл из жизни 11 февраля 2014 года в возрасте 73 лет в Москве.

## Фильмография

### Режиссёр

#### Режиссёр-постановщик
- 1969 — Размазня
- 1969 — Два визита
- 1972 — Сапожки
- 1978 — Искушение
- 1982 — Открытое сердце
- 1989 — Коррупция

#### Ассистент режиссёра
- 1974 — Небо со мной

#### Второй режиссёр
- 1975 — Без права на ошибку
- 1975 — Страх высоты

### Сценарист
- 1969 — Два визита
- 1972 — Сапожки

## Фестивали и награды
- 1983 — Главная премия «Серебряный павлин» за режиссуру фильма «Открытое сердце» на 9-м Международном кинофестивале в Дели, Индия